# Ballini
Ballini, es una tribu de arañas araneomorfas, pertenecientes a la familia Salticidae.

## Géneros
- Ballognatha
- Ballus
- Baviola
- Colaxes
- Cynapes
- Goleta
- Marengo
- Pachyballus
- Padilla
- Peplometus
- Planiemen
- Sadies